# Station Philippeville
Station Philippeville is een spoorwegstation langs spoorlijn 132 (Charleroi - Couvin) in de stad Philippeville. Voor de hernummering en heringebruikname in 1970 van deze spoorlijn als nieuwe bedding van spoorlijn 132 lag het station langs spoorlijn 136A. Het is nu een stopplaats.

## Treindienst
| Serie       | Treinsoort               | Route                                                     | Bijzonderheden              |
| ----------- | ------------------------ | --------------------------------------------------------- | --------------------------- |
| S 64        | S-trein Charleroi (NMBS) | Charleroi-Centraal – Philippeville – Couvin               | Rijdt in het weekend 1×/2u. |
| P 7710/8710 | Piekuurtrein (NMBS)      | Couvin – Mariembourg – Philippeville – Charleroi-Centraal | Rijdt alleen op werkdagen.  |

## Galerij

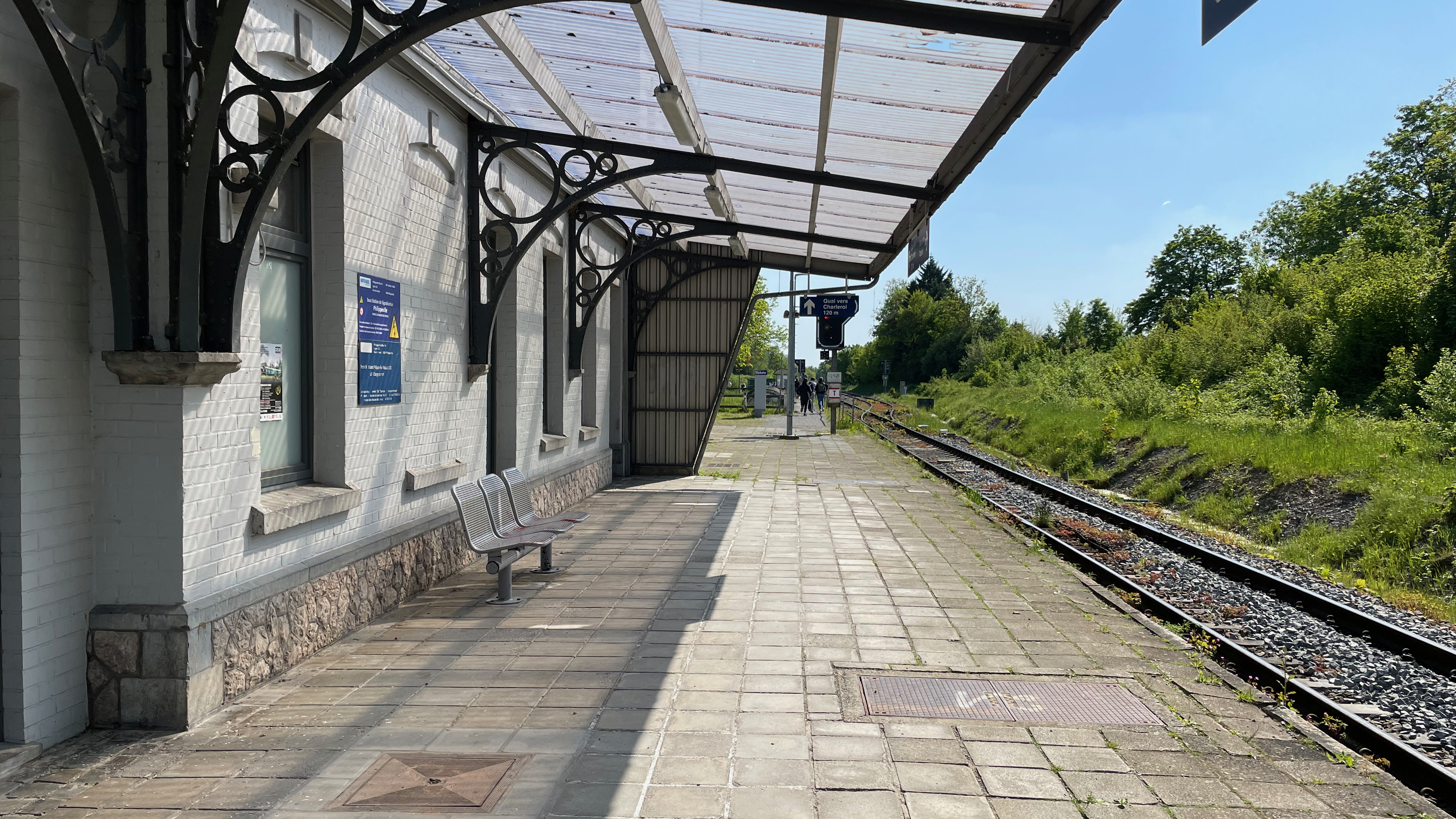
Zicht op het perron
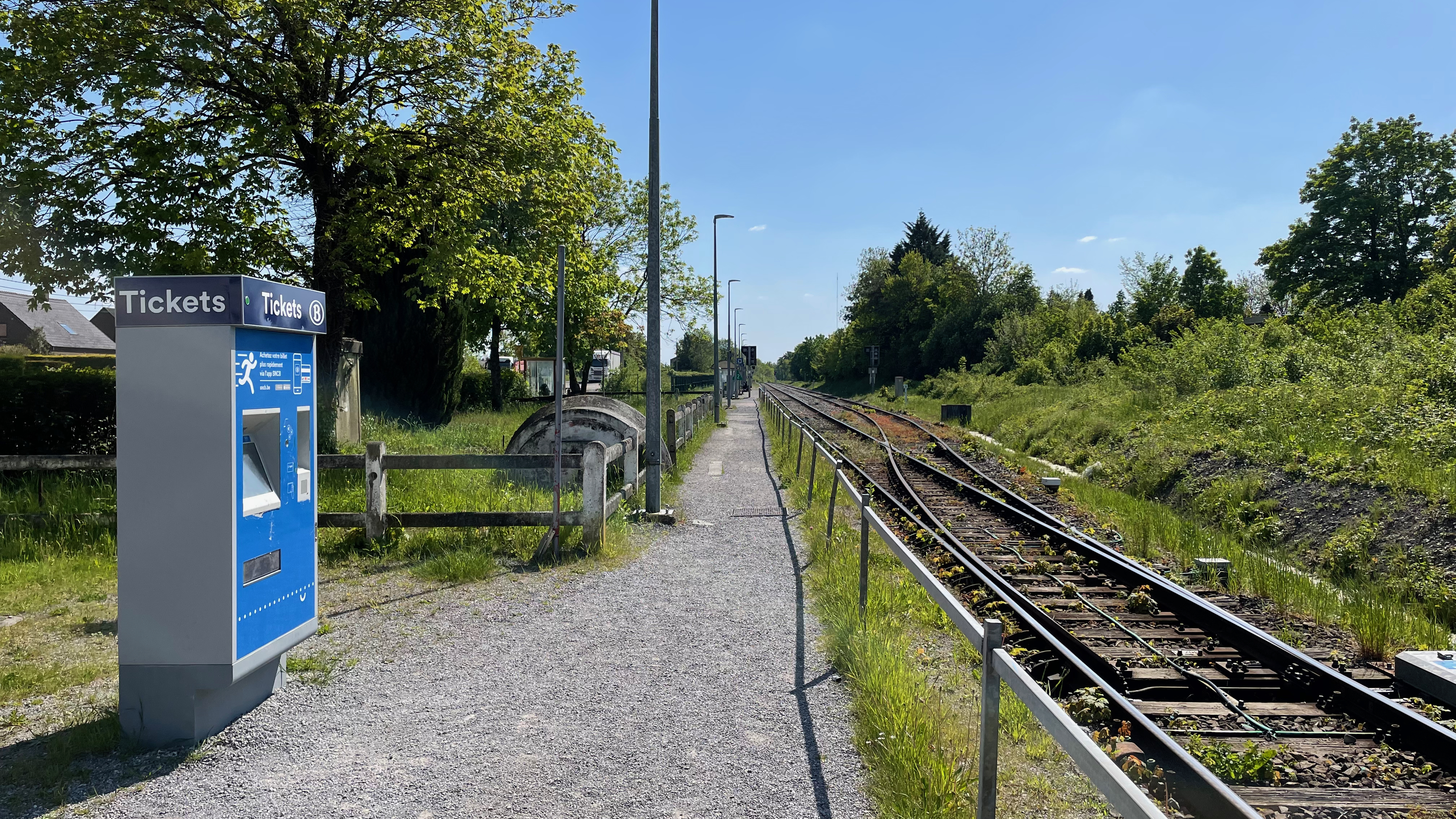
De ticketautomaat
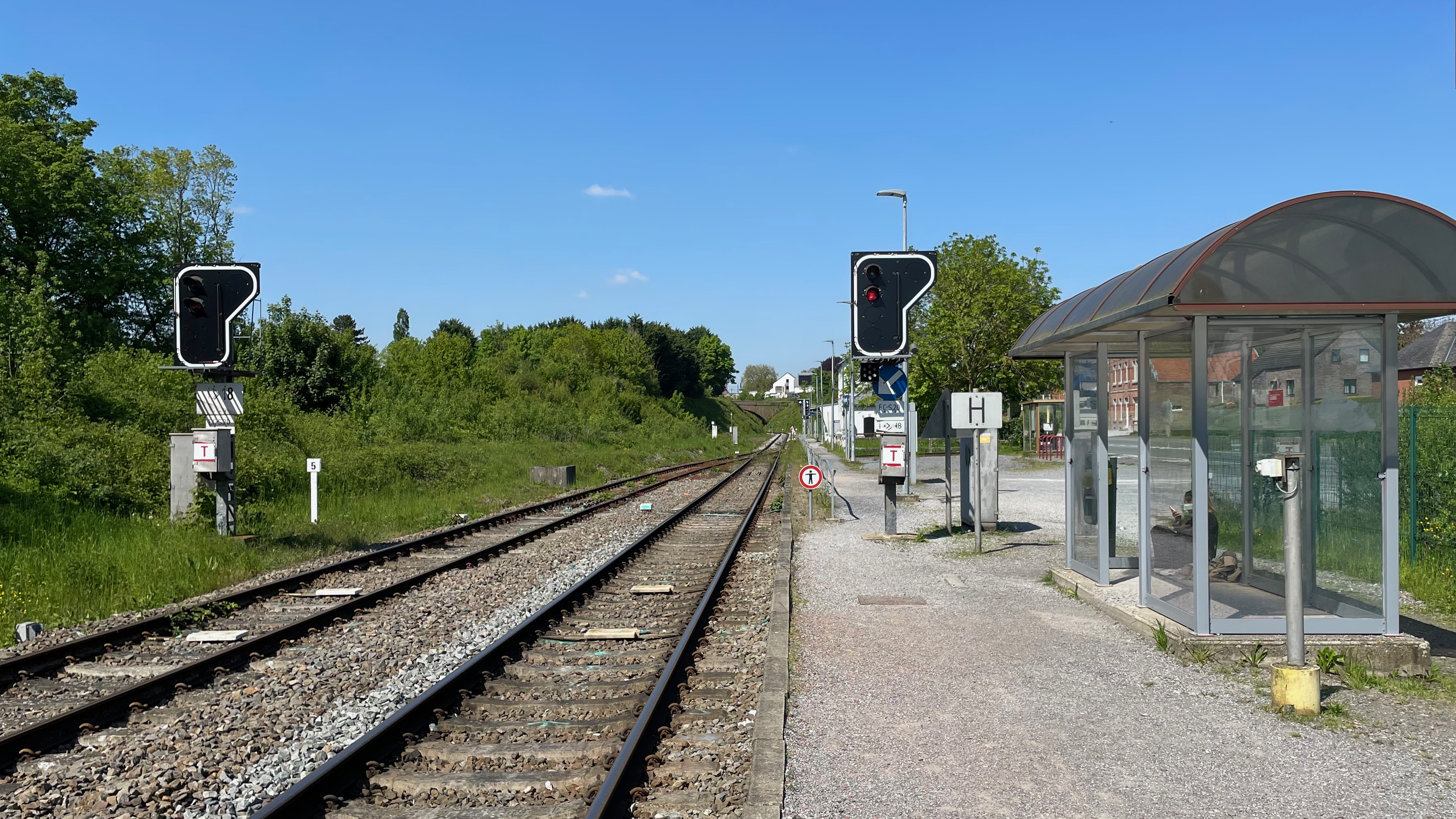
Zicht op de sporen
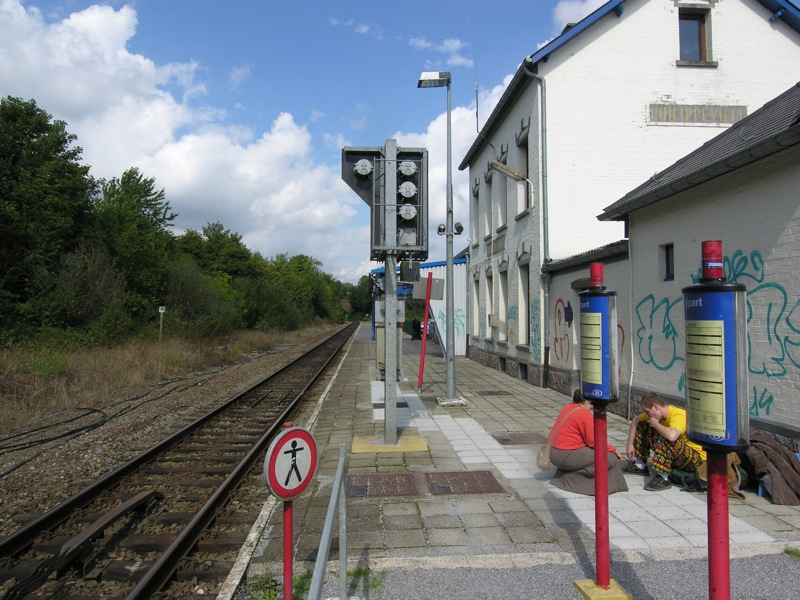
Het station (2006)

## Reizigerstellingen
De grafiek en tabel geven het gemiddeld aantal instappende reizigers weer op een week-, zater- en zondag.
| Tabel: aantal instappende reizigers station Philippeville | Tabel: aantal instappende reizigers station Philippeville | Tabel: aantal instappende reizigers station Philippeville | Tabel: aantal instappende reizigers station Philippeville |
|                                                           | Weekdag                                                   | Zaterdag                                                  | Zondag                                                    |
| --------------------------------------------------------- | --------------------------------------------------------- | --------------------------------------------------------- | --------------------------------------------------------- |
| 1977                                                      | 141                                                       | 47                                                        | 47                                                        |
| 1978                                                      | 134                                                       | 27                                                        | 29                                                        |
| 1979                                                      | 108                                                       | 32                                                        | 46                                                        |
| 1980                                                      | 126                                                       | 25                                                        | 50                                                        |
| 1981                                                      | 126                                                       | 20                                                        | 45                                                        |
| 1982                                                      | 158                                                       | 45                                                        | 69                                                        |
| 1983                                                      | 194                                                       | 27                                                        | 51                                                        |
| 1984                                                      | 238                                                       | 31                                                        | 56                                                        |
| 1985                                                      | 260                                                       | 32                                                        | 69                                                        |
| 1986                                                      | 247                                                       | 73                                                        | 52                                                        |
| 1987                                                      | 221                                                       | 41                                                        | 65                                                        |
| 1988                                                      | 282                                                       | 49                                                        | 78                                                        |
| 1989                                                      | 283                                                       | 50                                                        | 64                                                        |
| 1990                                                      | 224                                                       | 36                                                        | 60                                                        |
| 1991                                                      | 303                                                       | 50                                                        | 74                                                        |
| 1992                                                      | 324                                                       | 52                                                        | 74                                                        |
| 1993                                                      | 279                                                       | 33                                                        | 73                                                        |
| 1994                                                      | 344                                                       | 23                                                        | 72                                                        |
| 1995                                                      | 240                                                       | 61                                                        | 48                                                        |
| 1996                                                      | 245                                                       | 27                                                        | 79                                                        |
| 1997                                                      | 287                                                       | 47                                                        | 61                                                        |
| 1998                                                      | 282                                                       | 42                                                        | 58                                                        |
| 1999                                                      | 256                                                       | 30                                                        | 48                                                        |
| 2000                                                      | 327                                                       | 36                                                        | 40                                                        |
| 2001                                                      | 322                                                       | 36                                                        | 50                                                        |
| 2002                                                      | 288                                                       | 36                                                        | 52                                                        |
| 2003                                                      | 360                                                       | 41                                                        | 64                                                        |
| 2004                                                      | 382                                                       | 55                                                        | 44                                                        |
| 2005                                                      | 408                                                       | 58                                                        | 62                                                        |
| 2006                                                      | 434                                                       | 64                                                        | 72                                                        |
| 2007                                                      | 418                                                       | 44                                                        | 48                                                        |
| 2008                                                      | -                                                         | -                                                         | -                                                         |
| 2009                                                      | 449                                                       | 52                                                        | 62                                                        |
| 2010                                                      | -                                                         | -                                                         | -                                                         |
| 2011                                                      | -                                                         | -                                                         | -                                                         |
| 2012                                                      | 413                                                       | 44                                                        | 93                                                        |
| 2013                                                      | 478                                                       | 63                                                        | 106                                                       |
| 2014                                                      | 464                                                       | 37                                                        | 51                                                        |
| 2015                                                      | 368                                                       | 28                                                        | 73                                                        |
| 2016                                                      | 374                                                       | 63                                                        | 79                                                        |
| 2017                                                      | 372                                                       | 47                                                        | 120                                                       |
| 2018                                                      | 427                                                       | 61                                                        | 62                                                        |
| 2019                                                      | 372                                                       | 59                                                        | 82                                                        |
| 2020                                                      | 336                                                       | 50                                                        | 59                                                        |
| 2021                                                      | -                                                         | -                                                         | -                                                         |
| 2022                                                      | 304                                                       | 65                                                        | 83                                                        |
| 2023                                                      | 272                                                       | 46                                                        | 61                                                        |
| 2024                                                      | 270                                                       | 57                                                        | 76                                                        |

0,0: La Sambre ·
1,0: Mont-sur-Marchienne ·
2,8: Montigny ·
4,8: Bomerée ·
6,0: Jamioulx ·
9,4: Beignée ·
10,9: Ham-sur-Heure ·
13,3: Cour-sur-Heure ·
15,0: Berzée ·
18,1: Pry ·
18,8: Walcourt ·
Vogenée ·
Rossignol ·
26,6: Yves-Gomezée ·
Saint-Lambert ·
Jamagne ·
21,1: Gerlimpont ·
23,9: Silenrieux ·
28,5: Falemprise ·
31,0: Cerfontaine ·
32,9: Philippeville ·
Neuville-Noord ·
34,0: Senzeille ·
38,1: Neuville-Zuid ·
41,0: Roly ·
45,4/45,1: Mariembourg ·
47,9: Nismes ·
51,5: Olloy-sur-Viroin ·
54,1: Vierves ·
57,5: Treignes
0,0: Senzeille
5,0: Neuville-Nord ·
7,1: Philippeville ·
9,9: Jamagne ·
14,1: Hemptinne ·
14,1: Saint-Aubin ·
19,3: Florennes-Centraal ·
24,2: Stave ·
26,9: Biesmerée ·
29,5: Ermeton-sur-Biert